# Macclesfield (district)
Macclesfield was een Engels district in het graafschap Cheshire en telde 150.155 inwoners (2001). De oppervlakte bedraagt 525,0 km². Hoofdplaats is Macclesfield.
Van de bevolking is 18,1% ouder dan 65 jaar. De werkloosheid bedraagt 2,0% van de beroepsbevolking (cijfers volkstelling 2001).

## Plaatsen in district Macclesfield
- Bollington
- Disley
- Knutsford
- Macclesfield